# Bolhuis (buitenplaats)
Bolhuis was een edele heerd in het Groningse gehucht Eekwerd, nabij Wirdum in de gemeente Eemsdelta.
Aanvankelijk was Bolhuis een edele heerdstede, een boerderij waaraan rechten waren verbonden. De eigenaar was niet van adel, maar een zogenaamde eigenerfde. De boerderij bezat ruim "zeventig grazen land" (bijna 40 hectare). In de zestiende eeuw woonde daar de kroniekschrijver Abel Eppens. Een aantal van zijn nakomelingen gebruikte Van Bolhuis als familienaam. De laatste telg uit de familie Van Bolhuis, die op Bolhuis woonde, verkocht de boerderij in de zeventiende eeuw aan viceadmiraal Enno Doedes Star. Hij zou er een buitenplaats van gemaakt hebben. In de achttiende eeuw groeide Bolhuis uit en werd er gesproken over Het Bolhuis. 

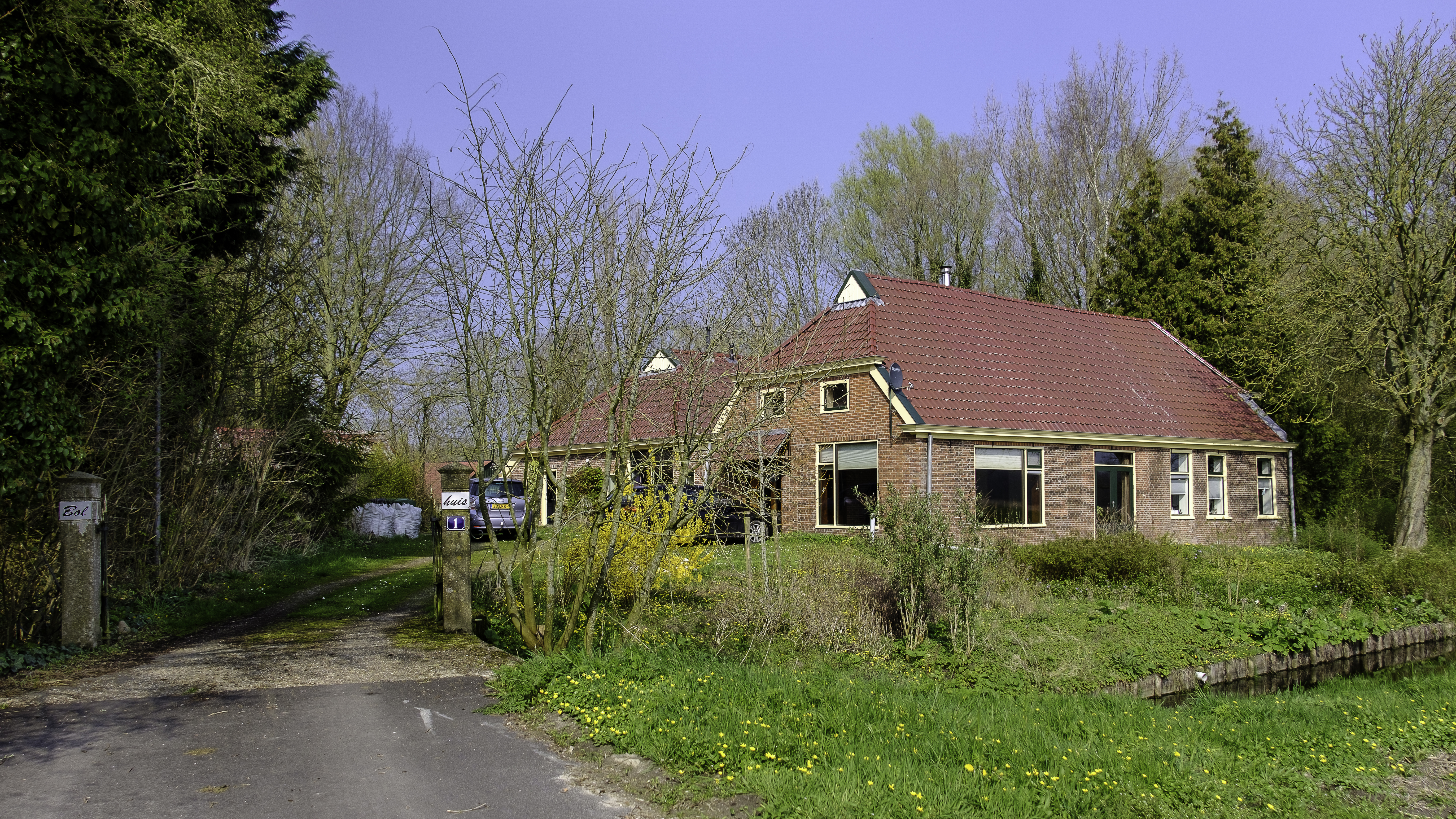
Het schathuis

Het bestond uit een behuizing, schathuis en schuur met bijbehorende landerijen. Het huis is kort na 1843 gesloopt. Alleen het koetshuis, dat nu als woonboerderij dient, aan de Bolhuislaan te Loppersum, herinneren nog aan de voormalige buitenplaats. Het terrein met overblijfselen is erkend als beschermd rijksmonument.